# Мельниковка (Алтайский край)
Мельниковка — посёлок в Благовещенском районе Алтайского края. Входит в состав Шимолинского сельсовета.

## История
Основан в 1912 году. В 1928 г. посёлок Мельников состоял из 81 хозяйств, основное население — украинцы. Центр Мельниковского сельсовета Знаменского района Славгородского округа Сибирского края.

## География
В 6 км к северо-востоку от посёлка Мельниковка располагался основанный в 1913 году посёлок Жжёные Ракиты, ныне исчезнувший.  В 4,5 км к северу-западу располагался основанный в 1912 году посёлок Екатериновский, ныне исчезнувший. В 3,5 км к западу располагался основанный в 1912 году посёлок Фадеевка, ныне исчезнувший.

## Население
| 1997 | 1998 | 1999 | 2000 | 2001 | 2002 | 2003 |
| ---- | ---- | ---- | ---- | ---- | ---- | ---- |
| 399  | ↗404 | ↗413 | ↗420 | ↘397 | ↘254 | ↗408 |
| 2004 | 2005 | 2006 | 2007 | 2008 | 2009 | 2010 |
| ↘389 | ↗394 | ↘389 | ↘374 | ↘351 | ↘332 | ↗345 |
| 2011 | 2012 | 2013 |      |      |      |      |
| ↘343 | ↘335 | ↘323 |      |      |      |      |